# Чикишев, Сергей Александрович
Сергей Александрович Чикишев (29 июля 1984, Беловодское, Московский район, Фрунзенская область) — киргизский футболист, защитник (ранее — нападающий). Выступал за сборную Кыргызстана.

## Биография

### Клубная карьера
Воспитанник бишкекского РУОР, тренеры — Владимир Тягусов, Чинарбек Бейшенбеков.
Дебютировал в высшей лиге Кыргызстана в 2002 году в составе клуба «Гвардия-РУОР». Провёл в команде три сезона и во всех был лучшим бомбардиром своей команды, а в споре бомбардиров всего чемпионата в 2003 году был пятым (24 гола), в 2004 году — четвёртым (22 гола).
В 2005 году перешёл в «Дордой-Динамо», в его составе становился чемпионом (2005, 2006, 2007) и обладателем Кубка Кыргызстана (2005, 2006). Победитель (2006, 2007) и финалист (2005) Кубка президента АФК. В период выступлений за «Дордой» был переведён на позицию защитника, однако иногда продолжал играть нападающим.
В концовке сезона 2007 года перешёл в «Шер», где провёл два с половиной сезона, затем играл за аутсайдеров высшего дивизиона «Химик» (Кара-Балта) и «Иссык-Куль».
В 2011 году забил 15 голов в первой лиге за «Химик» (Беловодск/Кара-Балта) и занял третье место в споре бомбардиров турнира. Затем снова играл в высшей лиге за «Кара-Балту», «Динамо-МВД», «Алгу» и снова «Кара-Балту», а также в первой лиге за «Беловодск».

### Карьера в сборной
В национальной сборной Кыргызстана дебютировал 29 ноября 2003 года в отборочном матче чемпионата мира против Пакистана и в этой же игре забил свой первый гол. В 2003—2004 годах сыграл 6 матчей, в которых забил 3 гола, потом несколько лет не выступал за сборную. Снова вызван в 2009 году и принял участие в товарищеских играх и матчах Кубка Неру. В 2010 году принимал участие в Кубке вызова АФК, на этом турнире дважды выходил на замены в последние минуты матчей.
Всего за сборную Кыргызстана в 2003—2010 годах сыграл 13 матчей и забил 3 гола.
В составе олимпийской сборной Кыргызстана в 2006 году принимал участие в Азиатских играх. В матче против Таджикистана (2:2) стал автором «дубля», забив оба гола головой.